# Politikai törésvonalak
Politikai törésvonalak olyan embereket (csoportokat) választanak el egymástól, akik különböznek egymástól fő társadalmi jellemzőik szempontjából, mint a foglalkozás, a státusz/osztály, a vallás, az etnikum, a nem. Más tekintetben az egymástól különböző csoportok tudatában vannak kollektív azonosságuknak, ami lehetővé teszi a konfliktust: ideológiai megosztottság. Harmadjára a társadalmi törésvonal, csak akkor lesz politikai törésvonallá, ha a cleavage egy oldalán levők mint kollektív aktorok szervezeti formát találnak érdekeik, értékeik, „ügyeik” kifejezésére: csoportok, mozgalmak, pártok.
Ez a strukturális és tudati törésvonalak politikai „lefordítása”.
(Cleavage translation.)
A törésvonalak a pártverseny tengelyei: tartós strukturális konfliktusok (nem egyszerűen vitatémák), amelyek szembenálló politikai álláspontokat alapoznak meg.
Politika: terület – gazdaság – kultúra történetileg kialakult kölcsönhatása.

## Az európai politika „koncepcionális” térképe (16 – 18. század)
A nyugat – kelet tengely: gazdaság
Atlanti Kapitalizmus és központi városöv. 
Ezek mentén és közelében: kapitalista, polgári evolúció 
Keleten elmaradottság -- agrártúlsúly, államközpontúság 
(a határ a nyugati kereszténység)

### Atlanti kapitalizmus
Tengerközeli perifériák: Skócia, Írország stb.
Tengermenti birodalmak: Norvégia, Anglia, Franciaország, Spanyolország, Portugália
•	Városöv: 
Hanza, Németalföld, Rajnavidék, Olaszo.
•	Kontinentális nemzetek: Poroszország, Bajorország, Ausztria
•	A városövtől távolabbi keleti perifériák – ütköző zónák : Finnország, Balti államok,   Lengyelo., Magyarország

### Észak– Dél tengely – vallás (kultúra)
- Katolicizmus: nemzetek feletti orientáció
- Reformáció: nemzeti orientáció + « protestáns etika = a kapitalizmus szelleme »

Területek északról délre:
- Protestáns
- Vegyes
- Katolikus
- Ellenreformáció

2. Funkcionális tengely (gazdaság – kultúra)
•	Érdekellentétek -- gazdaság
Osztályok, rétegek
„Mi az, ami hasznos nekem?”
Racionális alkudozás
•	Kultúra – értékek -- világnézeti ellentétek 
Ki vagyok én, ki a barát ki az ellenség?
Identitás, ellenségkép, /kultúr/harc
Hitek, erkölcsi igazságok, vallások

## A törésvonalak történelmi beágyazottsága
Európa politikai fejlődésének nagy szakaszai
Mai konfliktusok, politikai rendszerek történelmi gyökerei.
Előzmény: nemzetek feletti Római Birodalom bukása
1.	Center (state) formation – államalapítások
Határok meghúzása, hódítás, ellenállás.
2.	Nation building – nemzetté válás. 
Kulturális homogenizálás: nemzeti identitás, egység teremtése.
2.	Kapitalizálódás: „nemzeti” piac, osztályok.
3.	Demokratizálódás: jogi egyenlőség
4.	Jóléti állam: nemzetállami újraelosztás a piac egyenlőtlenségeinek mérséklésére.
5.	Európaizálás: radikális fordulat – 
a politika nacionalizálódását tendenciaként a nemzetállam erodálása, a határokon való túllépés követi.

## A "klasszikus" négy törésvonal
Állam és nemzet kialakításához kapcsolódó két törésvonal:

### Centrum – periféria
Centrum terjeszkedése és a kisebbségi kultúrák ellenállása
Hatalmi (állami, birodalmi) adminisztratív centrum kialakítja határait és több dimenzióban – politikailag, gazdaságilag, kulturálisan -- behatol, 
a területeket aláveti a domináns elitnek és kultúrájának. Törésvonal politikai kifejeződése:
- Centrum-pólus
  - Hódító, határokat kiterjesztő mozgalmak, nemzetegyesítő, nacionalista, revizionista politikai aktorok  (például Napoleon, gyarmatosítók, északír unionista pártok, Szlovák Nemzeti Párt)
  - Globalizációt, nemzetek feletti integrációt képviselő pártok
- Periféria-pólus:
  - függetlenségi, szecesszionista (elszakadást akaró), antikolonialista,
  - autonómiát, regionális, kisebbségi érdekeket és kulturális identitást képviselő,
  - globalizációt, integrációt elutasító politikai aktorok.

### Állam – egyház
Egyházi előjogok védelme vagy visszaszorítása, szekularizáció, világi állam. 
Központi téma: oktatás ellenőrzése. Bismarck idején: „kultúrharc”. Ma: vallási szimbólumok kitiltása a közintézményekből:  kereszt, „fejkendő”. Egyház politikai szerepe körüli vita.
Szekularizáció mint pólus: Liberális és szociáldemokrata, illetve nyugatosító-modernizáló pártok (Török „kemalista” út: diktatórikus szakítás az Iszlám társadalmi dominanciájával).
Klerikalizmus mint pólus: Küzdelem az egyház társadalmi befolyásáért.
Fundamentalista mozgalmak szerint az államot és a társadalma vallási elvek szerinti működtetni.
Ezek az ipari kapitalizmus két érdekalapú törésvonala

### Város – vidék, ipar - mezőgazdaság
- ipari (kereskedelmi) vs. mezőgazdasági érdekek
- városi és falusi életmód, értékrendek.

Liberálisok, munkásmozgalom és konzervatívok, agrárpártok, parasztmozgalmak.

### Munka - tőke
Evolúció: géprombolás, sztrájkok, forradalmak, szociális reformok, kollektív szerződések, szociális partnerség, jóléti-korporatív állam. 
Választójog kiterjesztése az alsóbb osztályokra: 
Nyugat-európai tömegdemokráciákban munka – tőke ellentét központi törésvonal lesz. 
Szocialista oldal: „Politika a piacok ellen.”
Tőke-oldal: piacpárti (neo-)liberálisok, neokonzervatívok. 
Nemzeti politikai rendszerek hasonulása Európában. 
Európai társadalommodell (rajnai kapitalizmus vs. angolszász országok) -- hatékonyság és társadalmi  igazságosság összekapcsolása.  Három alapelv:
•	gazdasági növekedés
•	liberális demokrácia
•	társadalmi szolidaritás.
Globalizáció: tőke erősítése, munka és nemzetállam gyengítése. 
Európai modell megkérdőjelezése.